# Hogarth Club
Der Hogarth Club wurde im April 1858 von Mitgliedern der 1853 auseinandergebrochenen Künstlergruppe der Präraffaeliten in London gegründet. Neben der sozialen und kommunikativen Funktion als ein Gesellschaftsklub (Social club) war der Club in erster Linie ein Ort für Ausstellungen. Im Dezember 1861 wurde die Körperschaft aufgelöst.
Der Club wurde nach dem Maler William Hogarth benannt. Hogarth wurde aufgrund seiner Verdienste bei der Begründung einer eigenständigen modernen englischen Malschule und seiner moralisierenden Missbilligung der gesellschaftlichen Zustände im 18. Jahrhundert als Namensgeber gewählt. 

## Gründung
Anlass der Gründung war die Ablehnung von Werken ehemaliger Mitglieder und Schüler der präraffaelitische Bruderschaft durch die Royal Academy of Arts. Als 1857 in der Ausstellung der Royal Academy deren Arbeiten erneut zurückgewiesen oder unter schlechten Bedingungen ausgestellt wurden, beschloss man die Gründung einer von der Akademie unabhängigen Ausstellungsvereinigung. Einer der Hauptinitiatoren war Ford Madox Brown. Nach den Versuchen einer gemeinsamen Ausstellung von 1852 und 1855 sowie der Ausstellungen in Langham Palace studios 1856 und der 1857 abgehaltenen Manchester Art Treasures Exhibition, organisierte Brown die ersten gemeinsame Ausstellung, die 1857, noch vor der Gründung des Clubs, in 4 Russel Place abgehaltenen wurde. 
Am 10. April 1858 beschlossen Künstler und Förderer der Gruppe die Satzung der Vereinigung. Die Mitglieder des Hogarth Club wurden in zwei unterschiedliche Klassen untergliedert. Eine Klasse bildete sich aus den Künstlern, den artistic members, denen Maler, Bildhauer, Architekten und Schriftsteller angehörten. Die andere Klasse bildete sich aus den Laien, die sich aus Sammlern und den Professionalisten, den Händlern, sowie deren Freunden zusammensetzte.
Der Beitrag für die Klasse der resident artistic members, der Künstler mit dem Wohnsitz in London, wurde mit 3 £ und 10 Shilling bzw. 4 £ pro Jahr festgelegt. Für alle weiteren Mitglieder, die keine Künstler waren (non-artistic members), oder Künstler mit einem Wohnsitz außerhalb Londons (non-resident artistic members), betrug der jährliche Beitrag 2,10 £. Zu Mitgliedern der Geschäftsleitung wurden Ford Madox Brown, John Roddam Spencer Stanhope, Edward Burne-Jones, Frederic George Stephens und William Michael Rossetti gewählt.

## Arbeit
Im Juli 1858 wurden die ersten Räume des Clubs in 178 Piccadilly in London eröffnet. Der ständige und ganzjährig uneingeschränkte, ohne Eintrittsgeld geplante Galeriebetrieb lief nicht sonderlich erfolgreich an, da nur wenige Arbeiten ausgestellt wurden. An der ersten großen Ausstellung im Januar 1859, bei der etwa achtzig Arbeiten von Mitgliedern ausgestellt waren, wurden die beschränkten Platzverhältnisse offenbar. Eine zweite Ausstellung wurde im Sommer 1859 organisiert. Bereits 1859 begannen erste Zerwürfnisse und Debatten den Hogarth Club zu spalten. Die Beiträge von Morten und Pollen in der ersten Ausstellung waren der Anlass, über den Charakter der auszustellenden Arbeiten zu streiten. Als in der zweiten Ausstellung im Sommer Browns Arbeiten zu Möbeln auf Ablehnung stießen, zog er seine Exponate zurück und verließ die Gruppe vorübergehend. Damit verlor der Club einen seiner engagierten Gründer. Bereits 1859 wurde deutlich, dass nur eine Vergrößerung der Ausstellungsräume und die Erweiterung der Mitgliederzahl ein Überleben des Clubs sichern würden. 
Die neuen größeren Räume in 6 Waterloo Place wurden noch im Sommer 1859 bezogen. Eine erste gemeinsame Ausstellung fand im Mai 1860 statt. Nicht nur stilistische Fragen, sondern auch die Art und Weise, wie der Club betrieben werden sollte, führten zu Differenzen. John Ruskin kündigte seine Mitgliedschaft nach dem Aufstellen eines Billardtisches, und Thomas Plint war nicht gewillt, die Öffnung des Clubs auch an Sonntagen zu tolerieren.
Die letzte Ausstellung wurde von Februar bis Mai 1861 veranstaltet. Im Frühjahr führten finanzielle Probleme zur Überlegung, Eintrittsgelder zu erheben. Damit wäre jedoch der gemeinnützige Status der Körperschaft erloschen und das Privileg, die Werke vor Ausstellungen in der Royal Academy zeigen zu dürfen, verloren gegangen. Im September wurde von den Mitgliedern die Auflösung beschlossen und im Dezember desselben Jahres durchgeführt.

## Würdigung
Die kurze Zeit, in der sich der Hogarth Club gegen die Royal Academy als unabhängige Vereinigung behaupten konnte, war durch interne Streitigkeiten über den Charakter und den Zweck des Verbandes geprägt. Einig war man sich in der Ablehnung der akademischen Schule der Akademie, bis zur vollständigen Ablehnung einer solchen staatlichen Institution überhaupt. Obwohl viele Clubmitglieder an den Ausstellungen der Akademie teilnahmen, war keiner der Künstler des Hogarth Club zugleich ein Mitglied der Akademie. Die Gründung war einer der letzten Versuche, eine von der Akademie unabhängige Vereinigung von Künstlern zu bilden.

## Mitglieder des Hogarth Club
- George Frederick Bodley, Architekt
- George Price Boyce, Architekt und Maler
- John Brett, Maler
- Ford Madox Brown, Maler und Gestalter
- Sir Edward Coley Burne-Jones, Maler und Gestalter
- William Burges, Architekt und Gestalter
- Sir Frederick William Burton Maler und Sammler
- William Shakespeare Burton, Maler
- James Campell, Maler aus Liverpool
- John Mulcaster Carrick, Maler
- J. R. Clayton, Maler
- Thomas Combe, Maler
- David Cox, Maler
- John Crowe, Schriftsteller und Kritiker
- Francis Danby, Maler
- William Davis, Maler aus Liverpool
- William Dyce, Maler
- A.D. Fripp
- Michael Frederick Halliday, Maler und Illustrator
- Arthur Hughes, Maler und Illustrator
- William Holman Hunt, Maler aus Liverpool
- William Henry Hunt, Maler
- John William Inchbold, Maler
- Charlton G. Lane
- Edward Lear, Schriftsteller.
- Frederic Leighton, Maler und Bildhauer
- John Frederick Lewis, Maler
- Thomas E. Plint, Kaufmann, Sammler und Förderer aus Leeds
- Val Prinsep, Maler, (1858-)
- E. H. Martineau
- Robert Braithwaite Martineau, Maler
- John Miller of Everton, Tabakgroßhändler, Sammler aus Liverpool
- Richard Monckton Milnes, 1. Baron Houghton, Dichter
- William Morris, Gestalter und Schriftsteller
- Thomas Morten, Maler und Illustrator
- William Michael Rossetti, Kritiker
- John Wright Oakes, Maler aus Liverpool, ab 1859 London
- John Hungerford-Pollen, Illustrator
- Dante Gabriel Rossetti, Maler und Dichter
- John Ruskin, Kritiker
- William Bell Scott, Maler und Dichter
- John Roddam Spencer Stanhope, Maler
- Frederic George Stephens, Schriftsteller und Kritiker
- George Edmund Street, Architekt
- Algernon Charles Swinburne, Dichter und Kritiker
- John Lucas Tupper, Bildhauer und Dichter und Theoretiker
- George Frederick Watts, Maler
- Philip Speakman Webb, Architekt und Gestalter
- Henry Wallis, Maler, Schriftsteller und Sammler
- Henry Clarence Whaite, Maler
- William Lindsay Windus, Maler aus Liverpool
- Benjamin Woodward Ingenieur und Architekt
- Thomas Woolner, Bildhauer und Dichter
- Thomas Sibson, Illustrator